# Hieracium ornatum
Hieracium ornatum — вид квіткових рослин з родини айстрових (Asteraceae). Вид зростає в Європі: Норвегія, Швеція, Фінляндія, Естонія, Латвія, Литва, північноєвропейська Росія; це багаторічна рослина.